# Масляновка
Масляновка — деревня в Любинском районе Омской области России. Входит в состав Замелетёновского сельского поселения.
Место поселения российских немцев. Население 39 чел. (2010) .
Основана в 1908 году 

## География
Расположена в 5 км к северо-западу от посёлка Любинский.

## История
Основана в 1908 году немцами переселенцами из Таврической и Херсонской губерний. До 1917 года меннонитско-лютеранское село Больше-Могильской волости Тюкалинского уезда Тобольской губернии.

## Население
| год     | 1911 | 1920 | 1926 | 1970 | 1979 | 1989 | 2010 |
| ------- | ---- | ---- | ---- | ---- | ---- | ---- | ---- |
| человек | 95   | 155  | 143  | 167  | 115  | 53   | 39   |

Гендерный состав
По данным Всероссийской переписи населения 2010 года в гендерной структуре населения из 39 человек мужчин — 20, женщин — 19	(51,3 и 48,7 % соответственно)
Национальный состав
В 1989 г. 66 % населения деревни — немцы.
Согласно результатам переписи 2002 года, в национальной структуре населения русские составляли 70 % от общей численности населения в 46 чел..

## Инфраструктура
Развитое сельское хозяйство. Личное подсобное хозяйство. 

## Транспорт
стоит на автодороге «Любинский - Большаковка» (идентификационный номер 52 ОП МЗ Н-164) .